# Шин Камен Райдер (фільм)
«Шин Камен Райдер» (яп. シン・仮面ライダー) — японський фантастичний супергеройський фільм токусацу-фільм, присвячений 50-річчю франшизи «Камен Райдер», та зрежисований Хідеакі Анно за його ж сценарієм. Він вийшов 17 березня 2023 року.

## Виробництво
Toei уже мали тісні стосунки з Хідеакі Анно після виробництва фільму «Євангеліон 3.0: Ти можеш (ні) повторити». Фільм планувався ще за шість років до оголошення про виробництво. Кінокомпанія Toei заявила, що фільм повинен був вийти у 2021 році, до 50-річчя франшизи, але через пандемію COVID-19 його реліз попередньо заплановано на 2023 рік, з запасом. Оголошення про виробництво отримало назву «Оголошення про план 50-ї річниці Камен Райдера» і проходило з 19:30 3 квітня, оскільки це число є датою виходу першого епізоду телесеріалу 1971 року. Про виробництво фільму було оголошено в кінці події, на якій також були оголошені манга «Детектив Футо» про історію, яка відбувається після «Камен Райдер 3» та перезавантаження «Камен Райдера Блек» під назвою «Камен Райдер Black Sun». Крім цього, під час події було показано відео, присвячене пам'яті Камен Райдера, режисером якого був Анно, а також оголошено, що він вже почав вивчати план публікації фільму. Також, Сінічіро Шіракура, директор Toei, сказав: «Ми прагнемо, щоб це була робота, яка вийде для всіх людей».

## Цікаві факти
- Це третя робота Хідеакі Анно, яка є перезавантаженням класичної токусацу-франшизи з доданим «Шин» у назві. Фільм «Шин Ґодзілла» вийшов у 2016 році, а «Шин Ультрамен» заплановано до виходу у 2022 році.